# Liste der Monuments historiques in Juzanvigny
Die Liste der Monuments historiques in Juzanvigny führt die Monuments historiques in der französischen Gemeinde Juzanvigny auf.

## Liste der Objekte
| Bezeichnung                     | Beschreibung | Standort                       | Kennzeichnung | Schutzstatus | Datum | Bild |
| ------------------------------- | --- | ------------------------------ | ------------- | ------------ | ----- | ---- |
| Hauptaltar                      | Altartisch, Retabel und Tabernakel; Holz, farbig gefasst und vergoldet, 18. Jahrhundert; zugehörig PM10004701 und PM10003150 | in der Kirche St-Martin (Lage) | PM10000965    | Classé       | 1983  |      |
| Gemälde Heiliger Martin         | Ölfarbe auf Leinwand, 1656                                                                                                   | in der Kirche St-Martin (Lage) | PM10004701    | Inscrit      | 1982  |      |
| Zwei Heiligenskulpturen         | Holz, farbig gefasst, übertüncht, 18. Jahrhundert                                                                            | in der Kirche St-Martin (Lage) | PM10003150    | Classé       | 1983  |      |
| Skulptur Madonna mit Kind       | Kalkstein, farbig gefasst, um 1520                                                                                           | in der Kirche St-Martin (Lage) | PM10000961    | Classé       | 1959  |      |
| Prozessionsstab Heiliger Martin | Holz, farbig gefasst, 18. Jahrhundert                                                                                        | in der Kirche St-Martin (Lage) | PM10004702    | Inscrit      | 1982  |      |
| Skulptur Heiliger Nikolaus      | Kalkstein, farbig gefasst und vergoldet, 18. Jahrhundert                                                                     | in der Kirche St-Martin (Lage) | PM10000962    | Classé       | 1959  |      |
| Skulptur eines Heiligen         | Holz, 16. Jahrhundert; Verbleib unbekannt                                                                                    | in der Kirche St-Martin (Lage) | PM10000963    | Classé       | 1968  |      |
| Skulptur Heiliger Sebastian     | Holz, 16. Jahrhundert; Verbleib unbekannt                                                                                    | in der Kirche St-Martin (Lage) | PM10000964    | Classé       | 1968  |      |